# جائزة بريطانيا الكبرى 1952
جائزة بريطانيا الكبرى 1952 هو سباق فورمولا 1 أقيم بتاريخ 19 يوليو 1952 في حلبة سلفرستون، سيلفرستون، إنجلترا. كان الخامس من أصل 8 في بطولة العالم لسباقات الفورمولا واحد موسم 1952. حلّ الإيطالي البرتو اسكاري أولا بينما جاء الإيطالي بييرو تاروفي في المركز الثاني وحصل على المركز الثالث البريطاني مايك هاوثورن.